# Stazione di Ospedaletto Euganeo
Stazione di Ospedaletto Euganeo vasútállomás Olaszországban, Veneto régióban, Ospedaletto Euganeo településen.

## Vasútvonalak
Az állomást az alábbi vasútvonalak érintik:
- Mantova-Monselice-vasútvonal

## Kapcsolódó állomások
A vasútállomáshoz az alábbi állomások vannak a legközelebb: 
- Stazione di Este
- Stazione di Saletto